# بيلاش كيس
بيلاش كيس (بالمجرية: Kiss Balázs)‏ هو مصارع رياضي مجري، ولد في 27 يناير 1983 في بودابست في المجر.

## وصلات خارجية
- بيلاش كيس على موقع قاعدة بيانات المصارعة الدولية (الإنجليزية)
- بيلاش كيس على موقع اللجنة الأولمبية الدولية (الإنجليزية)
- بيلاش كيس على موقع أوليمبيديا (الإنجليزية)
- بيلاش كيس على موقع اللجنة الأولمبية المجرية (الهنغارية)